# 乌拉那拉氏
乌拉那拉氏（转写：Ula Nara hala），一作乌喇氏，是满洲著姓那拉氏的主要分支之一，其始祖为扈伦国主纳齐布禄，据其家族内部传说本为金室后裔。早年独处于辉发、乌喇边界的启尔撤河源头，因素有墨尔根之号，时而有来访者。后来，蒙古可汗听闻其贤名，令兵百人前去探访，欲许配其女、并给以仆人牲畜，希望能使纳齐布禄归附。纳齐布禄哄骗蒙古兵，称需要与父母同往，于是便登上髙峰不下。蒙古兵上山寻找，纳齐布禄箭无虗发，蒙古兵无法前进便问其姓氏，纳齐布禄随口答道“那拉氏”，于是便以此为姓。纳齐布禄嫡裔发展为乌拉那拉氏，成为了乌拉国主；纳齐布禄之孙嘉穆喀硕朱古第四子绥屯一脉发展为哈达那拉氏，成为了哈达国主；另一支移居伊罕山，发展为伊拉里氏。乌拉传至布占泰为贝勒时曾一度称汗，然而，布占泰在与努尔哈赤较量中屡战屡败，本人败逃叶赫，家族、部众被努尔哈赤兼并，编入八旗。清朝时期，乌拉那拉氏出现多位举足轻重的后妃，其中清太祖大妃为乌拉贝勒满泰之女，生阿济格、多尔衮、多铎三王；清太宗继妃为满泰之叔博克多之女，生肃亲王豪格、洛格；孝敬宪皇后为满泰族叔博瑚察之裔，生弘晖，其父费扬古封一等公。此外，满泰族孙尼堪因战功封二等子。民国以后，乌拉那拉氏多以赵为汉姓，还有用相、那、桐、冮等。

## 清代主要世家

### 乌拉贝勒家族

#### 嫡裔
乌拉贝勒家族主要分布于满洲正白旗，此外，镶黄旗、正黄旗、镶白旗、镶红旗、正蓝旗也有分布。其中达尔汉为末代乌拉贝勒布占泰长子，隶正白旗，任佐领，从征松山、山海关等地，授骑都尉世职；布占泰次子达拉穆之子图尔赛任前锋参领，从征遮岭口、山海关、安肃、庆都等地立有战功袭云骑尉世职；布占泰三子阿拉穆任佐领；四子巴颜、五子布颜图均为和硕公主穆库什所生；六子茂墨尔根、八子噶都浑为舒尔哈齐之女公主额实泰所生。努尔哈赤以其为乌拉国后裔授巴颜轻车都尉、编佐领令其专管；茂墨尔根尚郡主、编佐领令其专管；授布颜图骑都尉兼一云骑尉、噶都浑任护军参领兼佐领。布占泰诸子其余后裔多任侍卫、笔帖式、主事、佐领、骁骑校、护军校、前锋校、总兵协领等官职。

#### 满泰后裔
正白旗额驸阿布泰为乌拉贝勒满泰第三子，尚和硕公主，官至都统兼佐领，其后人任侍卫、佐领等官职；阿布泰亲兄纳穆达理之子拜音泰柱任头等侍卫，从征朝鲜攻皮岛时阵亡，赠云骑尉世职，其长子阿古兰袭。拜音泰柱次子穆舒瑚任二等侍卫、第三子牛钮任三等侍卫，孙、曾孙辈任主事、笔帖式、鸣赞、骁骑校等官职。

#### 布干后裔
镶白旗图达理为满泰之兄布丹第三子，任副都统，后人任侍卫、护军统领、郎中、护卫、御史、笔帖式等官职。图达理亲兄阿齐之子尼堪任理藩院侍郎，因从征山海关、南明、蒙古等战役立功加恩诏封二等子，以其从子阿穆尔图、阿什图、孙子玛拉、昭子四人分袭其爵，其中从子阿穆尔图袭三等轻车都尉，从征南明立功，晋封二等轻车都尉，官至奉天将军；阿什图分袭云骑尉，官至鸿胪寺卿兼佐领；玛拉分袭三等轻车都尉，历任工部尚书、西安将军，其子玛哈达袭职，官至副都统；昭子，由正黄旗改隶，分袭三等轻车都尉，后因事停袭。

#### 布颜后裔
镶红旗罗萨为乌拉贝勒布颜次子布尔喜之孙，授骑都尉，从征锦州阵亡，特赠三等轻车都尉，其子玛尔泰袭职时从征山海关加恩诏晋至三等男，后因事削去世职，由其弟玛尔泰承袭三等轻车都尉。罗萨亲兄硕色之长子秉图任护军参领，从征皮岛阵亡，赠骑都尉世职；硕色其余后裔任参领、佐领、员外郎、护军校等官职。罗萨三弟台柱之子叶柏绶任佐领；第四弟额尔库图之子沙浑任员外郎、孙偏图系荫生、福尔哈任护军校；罗萨五弟锡喀任七品官。
正蓝旗满都布禄同为布尔喜之孙，任城守尉，其子马尔汉从征布尔尼之乱有功，授云骑尉世职；其余后人任防御、同知、笔帖式等官职。满都布禄伯祖富党阿之元孙胡什布任委署章京，三藩之乱中从征江西、云南等地立功，授云骑尉世职。富党阿其余后人任骁骑校、防御、中书、前锋校等官职。
镶白旗常柱为布颜第三子布三泰长子，任佐领。长子禅布为多罗额驸，任佐领；第三子章泰梯攻献县首先登城，授云骑尉，后伤重身故，入昭忠寺，赠光禄大夫，其子查尔海因战功加恩诏升一等轻车都尉，子色思特袭，在乌兰布通之战阵亡后，入昭忠寺，子查郎阿袭，官至文华殿大学士、署大将军。布三泰曾孙沙玛海因功加恩诏授骑都尉兼一云骑尉，后人改袭三等轻车都尉。布三泰其余后人任员外郎、护卫、郎中、协领、参领、佐领、笔帖式、护军校、亲军校、骁骑校等官职。
镶白旗莽鉴台齐为布颜第四子布准第三子，其孙苏达任护军校、穆丹官至任户部尚书、萨尔珀由镶黄旗改隶，任骁骑校；正白旗谟尔浑为布颜第五子吴三泰之孙，任三等侍卫，后人任笔帖式、郎中、护军校、主事等官职，其中谟尔浑之孙清保官至都统。

#### 古对珠颜后裔

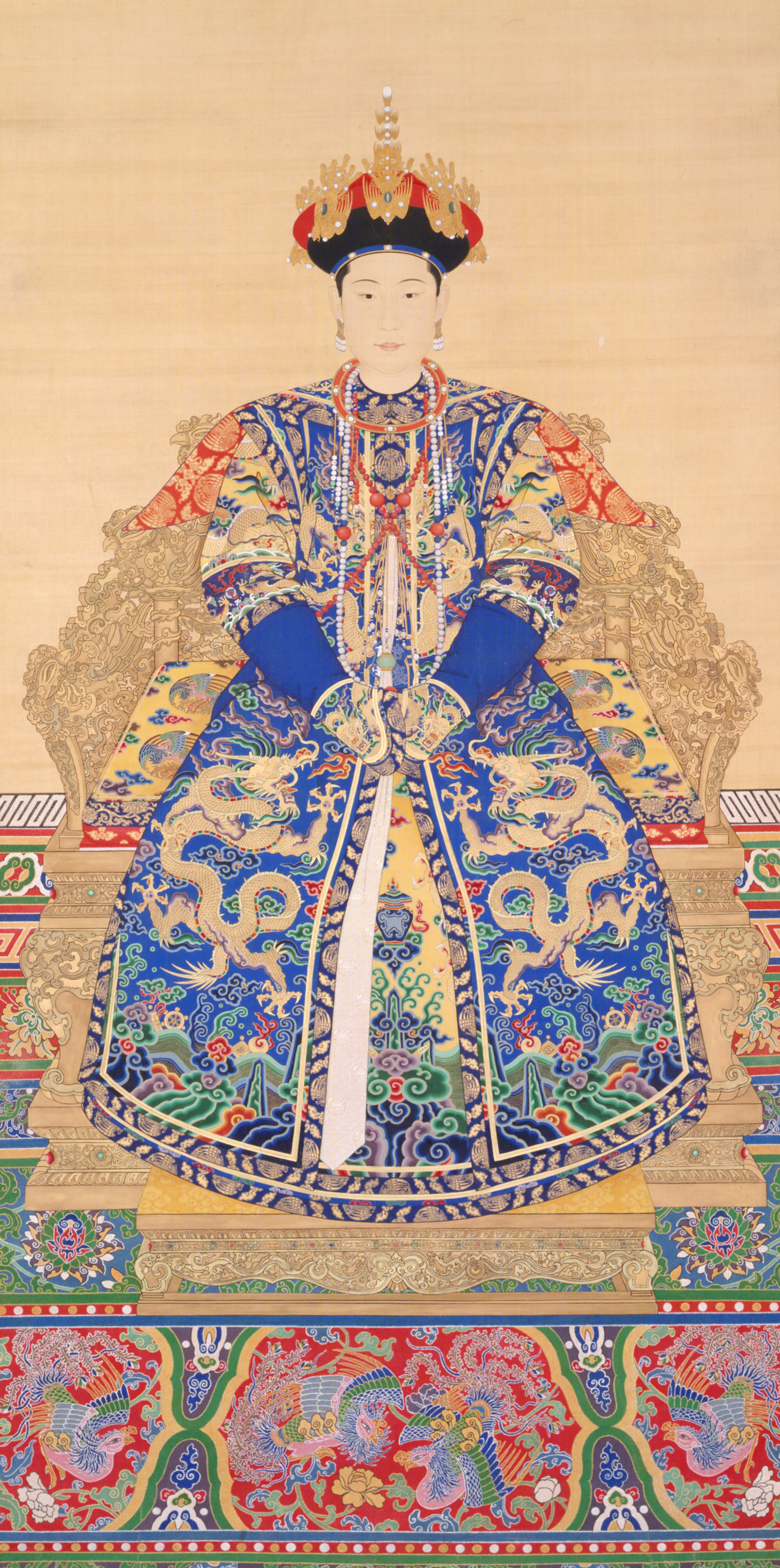
孝敬宪皇后为博瑚察之裔

镶红旗布哈纳，古对珠颜长子台费喀之子。曾孙孟库鲁任副都统，锦州之役阵亡，赠骑都尉。其子拜殷达袭，因战功、恩诏加二等轻车都尉，历任礼部侍郎、副都统。雍正十一年查绝嗣，以孟库鲁叔祖之元孙拜灵阿为嗣，承袭云骑尉世职。布哈纳元孙殷布从征布尔尼、噶尔丹立功，授骑都尉，官至荆州将军。布哈纳其余后人任护卫、骁骑校、佐领、护军校等官职；布哈纳亲弟孟起之孙准都理任佐领、曾孙莽鉴任二等护卫、元孙玛瑙任骁骑校。
镶黄旗喀克锡为费喀之曾孙，其曾孙关柱从征布尔尼之乱，授云骑尉世职；阿哈布，同为喀克锡曾孙，任佐领，从征浙江、福建立功，授云骑尉世职。喀克锡其余后人任骁骑校、护军校、城门尉、主事、防御、郎中、笔帖式、员外郎等官职。
正白旗爱音榖鲁，同为台费喀曾孙，其子积满、尼满均任郎中。积满长子班第从征准噶尔有功，授云骑尉世职，官至都统，其孙和硕额驸兴德袭；积满之次子阿尔那从征浙江、福建，授云骑尉世职，任都统兼佐领；积满三子法喀任副都统；第四子法克晋从征广东广西，授云骑尉世职，任头等侍卫兼长史；积满其余后裔任员外郎、笔帖式、骁骑校、云麾使、郎中、千总等官职。爱音榖鲁亲叔佛索诺之子萨海任护军参领，从征湖广、江西，授云骑尉世职；佛索诺曾孙桑阿理从征准噶尔，授云骑尉世职。爱音榖鲁诸叔后裔任骁骑校、笔帖式、步军校元孙莽吉圗牛钮俱原任骁骑校、城门尉、侍卫等官职。

#### 都尔希后裔
正黄旗博瑚察为都尔希长子额赫商古曾孙，任佐领。博瑚察长子诺穆齐亦任佐领、次子费扬古为包衣，因战功授骑都尉兼一云骑尉，历任步军统领、内大臣，子富存袭，任二等侍卫。费扬古因其女为孝敬宪皇后，雍正十三年十月与皇后曾祖透讷巴图鲁、祖博瑚察一同追封为一等公，爵位由费扬古四子五格承爵，任散秩大臣兼佐领。费扬古其余后裔任笔帖式、参议、护军校、侍卫、通判、员外郎等官职，其中费扬古长子星禅官至副都统，孙子雅亲任都统。
镶白旗那秦，同为额赫商古曾孙。那秦之孙拜库达因战功、恩诏，授二等轻车都尉，因无嗣由亲兄之子玛察袭，后其孙三赫袭时改为骑都尉世职，任户部侍郎兼内务府总管。那秦其余后人分别任郎中、主事、护军校、防御、侍卫、笔帖式。
正白旗阿拜为都尔希次子固森桑古鲁之元孙，早年与兄伊尔登、族弟乌纳布、弩克他喀等移居科尔沁地方，努尔哈赤平定乌拉后将其召回，隶族侄阿布泰佐领下，授轻车都尉。后人分别担任冠军使、光禄寺少卿护军校、郎中、詹事府詹事、员外郎、笔帖式、侍卫、中书、御史、防御、骁骑校、主事等官职。乌纳布曾孙五云泰任司库；元孙七保任三等侍卫；四世孙来格任护军校。弩克他喀之孙图赫特任防御。

### 其他
此外，同地有其他同姓氏家族并未注明与乌拉贝勒家族有血缘关系，其中正蓝旗包衣诺锡之子阿哈硕色因战功授二等轻车都尉；正白旗喀喇因参与创制满文授骑都尉。